# Liga Colombiana de Baloncesto 2015-I
La Liga Colombiana de Baloncesto 2015-I (oficialmente y por motivos de patrocinio Liga DirecTV de Baloncesto) fue el torneo apertura de la temporada 2015 del Baloncesto Profesional Colombiano, máxima categoría del baloncesto en Colombia, el torneo inició el 23 de febrero y finalizó el 29 de mayo. Fue organizado por la División Profesional de Baloncesto (DPB), entidad dependiente de la Federación Colombiana de Baloncesto.
El campeón obtuvo un cupo para disputar la Liga de las Américas 2016.

## Novedades
Con respecto a la temporada anterior la cantidad de equipos participantes disminuyó de 12 a 10, Bucaros de Santander regresó a Bucaramanga dejando atrás al Barrancabermeja Ciudad Futuro quien lo reemplazó la temporada pasada, Caribbean Heat y Club Tayronas de Santa Marta desaparecen y debutan Llaneros de Villavicencio y Marinos Bolívar Ganador siendo el único representante de la Costa Caribe, Cóndores de Cundinamarca abandona el torneo y Cimarrones del Chocó es expulsado por los incidentes de la temporada anterior que llevó a la cancelación del torneo. 
En cada fecha habrá una juego intergrupos debido a que los grupos han quedado en números impares.

## Sistema de juego
El torneo es disputado por diez equipos en la primera fase dividida en dos grupos de cinco equipos se enfrentan a 20 round clasificando los 4 equipos que más puntaje tengan entre los dos grupos.
La primera fase se jugarán a doble vuelta, es decir cada equipo será visitante y local dos veces seguidas contra un mismo rival, la segunda fase de play offs se disputará de la siguiente manera:

1° del Grupo 1 vs. 2° del Grupo 2
1° del Grupo 2 vs. 2° del Grupo 1

Los ganadores de la semifinal jugarán la final.

## Datos de clubes
| Equipo                  | Ciudad        | Departamento  | Pabellón                        | Aforo |
| ----------------------- | ------------- | ------------- | ------------------------------- | ----- |
| Academia de la Montaña  | Medellín      | Antioquia     | Coliseo Universidad de Medellín | 6.000 |
| Águilas                 | Tunja         | Boyacá        | Coliseo Cubierto San Antonio    | 6.000 |
| Búcaros de Santander    | Bucaramanga   | Santander     | Coliseo Vicente Díaz Romero     | 5.000 |
| Cafeteros               | Armenia       | Quindío       | Coliseo del Café                | 9.000 |
| Guerreros               | Bogotá        | Bogotá, D. C. | Coliseo El Salitre              | 7.000 |
| Marinos Bolívar Ganador | Cartagena     | Bolívar       | Coliseo Bernardo Caraballo      | 2.500 |
| Manizales Once Caldas   | Manizales     | Caldas        | Coliseo Jorge Arango Uribe      | 5.000 |
| Llaneros del Meta       | Villavicencio | Meta          | Coliseo Álvaro Mesa Amaya       | 7.000 |
| Patriotas de Boyacá     | Tunja         | Boyacá        | Coliseo Municipal de Tunja      | 2.500 |
| Piratas                 | Bogotá        | Bogotá, D. C. | Coliseo El Salitre              | 7.000 |

## Primera fase
Los equipos divididos en dos grupos jugaran 20 round para definir los clasificados a cuartos de final.
|  | Clasificados a Segunda fase. |
|  | Eliminados.                  |

### Grupo 1
| Pos | Equipos               | Pts | PJ | G  | P  | FAV  | CON  | Dif  |
| --- | --------------------- | --- | -- | -- | -- | ---- | ---- | ---- |
| 1.  | Manizales Once Caldas | 31  | 20 | 11 | 9  | 1590 | 1561 | 29   |
| 2.  | Patriotas de Boyacá   | 31  | 20 | 11 | 9  | 1663 | 1603 | 60   |
| 3.  | Guerreros de Bogotá   | 30  | 20 | 10 | 10 | 1672 | 1657 | 15   |
| 4.  | Bucaros de Santander  | 28  | 20 | 8  | 12 | 1722 | 1705 | 17   |
| 5.  | Llaneros del Meta     | 25  | 20 | 5  | 15 | 1574 | 1773 | -199 |

### Grupo 2
| Pos | Equipos                 | Pts | PJ | G  | P  | FAV  | CON  | Dif  |
| --- | ----------------------- | --- | -- | -- | -- | ---- | ---- | ---- |
| 1.  | Academia                | 33  | 20 | 13 | 7  | 1715 | 1661 | 54   |
| 2.  | Águilas de Tunja        | 32  | 20 | 12 | 8  | 1801 | 1706 | 95   |
| 3.  | Piratas Bogotá          | 32  | 20 | 12 | 8  | 1779 | 1708 | 71   |
| 4.  | Cafeteros               | 32  | 20 | 12 | 8  | 1768 | 1745 | 23   |
| 5.  | Marinos Bolívar Ganador | 26  | 20 | 6  | 12 | 1716 | 1881 | -165 |

### Resultados
A continuación los 20 round que disputarán los equipos en la primera fase.
| Bucaros     | 70 : 74 | Patriotas | Vicente Díaz Romero | 23 de febrero | 20:00 | Grupo A     |
| Guererros   | 88 : 71 | Llaneros  | El Salitre          | 23 de febrero | 20:00 | Grupo A     |
| Águilas     | 90 : 87 | Piratas   | San Antonio         | 23 de febrero | 20:00 | Grupo B     |
| Marinos     | 58 : 69 | Academia  | Bernardo Carballo   | 23 de febrero | 20:00 | Grupo B     |
| Once Caldas | 76 : 82 | Cafeteros | Jorge Arango        | 23 de febrero | 20:00 | Intergrupos |

| Bucaros     | 84 : 72 | Patriotas | Vicente Díaz Romero | 24 de febrero | 20:00 | Grupo A     |
| Guererros   | 89 : 67 | Llaneros  | El Salitre          | 24 de febrero | 20:00 | Grupo A     |
| Águilas     | 89 : 95 | Piratas   | San Antonio         | 24 de febrero | 20:00 | Grupo B     |
| Marinos     | 81 : 78 | Academia  | Bernardo Carballo   | 24 de febrero | 20:00 | Grupo B     |
| Once Caldas | 75 : 68 | Cafeteros | Jorge Arango        | 24 de febrero | 20:00 | Intergrupos |

| Patriotas   | 78 : 62   | Guererros | El Salitre       | 27 de febrero | 20:00 | Grupo A     |
| Once Caldas | 82 : 75   | Llaneros  | Jorge Arango     | 27 de febrero | 20:00 | Grupo A     |
| Cafeteros   | 105 : 101 | Marinos   | Coliseo del Café | 27 de febrero | 20:00 | Grupo B     |
| Academia    | 89 : 77   | Águilas   | Ivan de Bedout   | 27 de febrero | 20:00 | Grupo B     |
| Piratas     | 94 : 87   | Bucaros   | El Salitre       | 27 de febrero | 20:00 | Intergrupos |

| Patriotas   | 89 : 71  | Guererros | El Salitre       | 28 de febrero | 20:00 | Grupo A     |
| Once Caldas | 80 : 67  | Llaneros  | Jorge Arango     | 28 de febrero | 20:00 | Grupo A     |
| Cafeteros   | 98 : 97  | Marinos   | Coliseo del Café | 28 de febrero | 20:00 | Grupo B     |
| Academia    | 74 : 91  | Águilas   | Ivan de Bedout   | 28 de febrero | 20:00 | Grupo B     |
| Piratas     | 103 : 97 | Bucaros   | El Salitre       | 28 de febrero | 20:00 | Intergrupos |

| Academia  | 81 : 71   | Piratas     | Ivan De Bedout         | 3 de marzo | 20:00 | Grupo B     |
| Marinos   | 81 : 71   | Llaneros    | Bernardo Carballo      | 6 de marzo | 12:00 | Intergrupos |
| Cafeteros | 101 : 104 | Águilas     | Coliseo del Café       | 6 de marzo | 20:00 | Grupo B     |
| Patriotas | 70 : 60   | Once Caldas | Departamental de Tunja | 6 de marzo | 20:00 | Grupo A     |
| Guerreros | 92 : 87   | Bucaros     | El Salitre             | 6 de marzo | 20:00 | Grupo A     |

| Academia  | 86 : 85   | Piratas     | Ivan De Bedout         | 4 de marzo | 20:00 | Grupo B     |
| Marinos   | 106 : 101 | Llaneros    | Bernardo Carballo      | 7 de marzo | 12:00 | Intergrupos |
| Cafeteros | 83 : 82   | Águilas     | Coliseo del Café       | 7 de marzo | 20:00 | Grupo B     |
| Patriotas | 65 : 81   | Once Caldas | Departamental de Tunja | 7 de marzo | 20:00 | Grupo A     |
| Guerreros | 74 : 84   | Bucaros     | El Salitre             | 7 de marzo | 20:00 | Grupo A     |

| Guerreros | 96 : 104 | Academia   | El Salitre            | 13 de marzo | 18:00 | Intergrupos |
| Llaneros  | 103 : 72 | Patriotas  | Álvaro Meza Amaya     | 13 de marzo | 20:00 | Grupo A     |
| Bucaros   | 93 : 91  | Once Calas | Vicente Díaz Calderón | 13 de marzo | 20:00 | Grupo A     |
| Águilas   | 111 : 81 | Marinos    | San Antonio           | 13 de marzo | 20:00 | Grupo B     |
| Piratas   | 88 : 76  | Cafeteros  | El Salitre            | 13 de marzo | 20:00 | Grupo B     |

| Piratas   | 82 : 81  | Cafeteros  | El Salitre            | 14 de marzo | 18:00 | Grupo B     |
| Guerreros | 75 : 77  | Academia   | El Salitre            | 14 de marzo | 20:00 | Intergrupos |
| Llaneros  | 78 : 108 | Patriotas  | Álvaro Meza Amaya     | 14 de marzo | 20:00 | Grupo A     |
| Bucaros   | 80 : 86  | Once Calas | Vicente Díaz Calderón | 14 de marzo | 20:00 | Grupo A     |
| Águilas   | 95 : 92  | Marinos    | San Antonio           | 14 de marzo | 20:00 | Grupo B     |

| Llaneros    | 70 : 88  | Bucaros   | Álvaro Meza Amaya      | 17 de marzo | 20:00 | Grupo A     |
| Once Caldas | 78 : 83  | Guerreros | Jorge Arango           | 20 de marzo | 20:00 | Grupo A     |
| Patriotas   | 88 : 89  | Águilas   | Departamental de Tunja | 20 de marzo | 20:00 | Intergrupos |
| Piratas     | 108 : 69 | Marinos   | El Salitre             | 20 de marzo | 20:00 | Grupo B     |
| Academia    | 90 : 85  | Cafeteros | Ivand de Bedout        | 20 de marzo | 20:00 | Grupo B     |

| Llaneros    | 94 : 93 | Bucaros   | Álvaro Meza Amaya      | 18 de marzo | 20:00 | Grupo A     |
| Once Caldas | 89 : 77 | Guerreros | Jorge Arango           | 21 de marzo | 20:00 | Grupo A     |
| Patriotas   | 81 : 91 | Águilas   | Departamental de Tunja | 21 de marzo | 20:00 | Intergrupos |
| Piratas     | 92 : 75 | Marinos   | El Salitre             | 21 de marzo | 20:00 | Grupo B     |
| Academia    | 82 : 91 | Cafeteros | Ivand de Bedout        | 21 de marzo | 20:00 | Grupo B     |

| Llaneros  | 78 : 87  | Guerreros   | Álvaro Meza Amaya      | 27 de marzo | 20:00 | Grupo A     |
| Patriotas | 84 : 73  | Bucaros     | Departamental de Tunja | 27 de marzo | 20:00 | Grupo A     |
| Cafeteros | 91 : 90  | Once Caldas | Coliseo del Café       | 27 de marzo | 20:00 | Intergrupos |
| Piratas   | 88 : 103 | Águilas     | El Salitre             | 27 de marzo | 20:00 | Grupo B     |
| Academia  | 113 : 91 | Marinos     | Ivand de Bedout        | 27 de marzo | 20:00 | Grupo B     |

| Cafeteros | 96 : 70  | Once Caldas | Coliseo del Café       | 28 de marzo | 18:00 | Intergrupos |
| Llaneros  | 77 : 71  | Guerreros   | Álvaro Meza Amaya      | 28 de marzo | 20:00 | Grupo A     |
| Patriotas | 92 : 73  | Bucaros     | Departamental de Tunja | 28 de marzo | 20:00 | Grupo A     |
| Piratas   | 86 : 83  | Águilas     | El Salitre             | 28 de marzo | 20:00 | Grupo B     |
| Academia  | 105 : 99 | Marinos     | Ivand de Bedout        | 28 de marzo | 20:00 | Grupo B     |

| Guerreros | 93 : 77 | Patriotas   | El Salitre          | 6 de abril | 20:00 | Grupo A     |
| Llaneros  | 69 : 66 | Once Caldas | Álvaro Meza Amaya   | 6 de abril | 20:00 | Grupo A     |
| Bucaros   | 91 : 84 | Piratas     | Vicente Díaz Romero | 6 de abril | 20:00 | Intergrupos |
| Águilas   | 80 : 74 | Academia    | San Antonio         | 6 de abril | 20:00 | Grupo B     |
| Marinos   | 94 : 95 | Cafeteros   | Bernardo Caraballo  | 6 de abril | 20:00 | Grupo B     |

| Guerreros | 88 : 107 | Patriotas   | El Salitre          | 7 de abril | 20:00 | Grupo A     |
| Llaneros  | 65 : 76  | Once Caldas | Álvaro Meza Amaya   | 7 de abril | 20:00 | Grupo A     |
| Bucaros   | 93 : 86  | Piratas     | Vicente Díaz Romero | 7 de abril | 20:00 | Intergrupos |
| Águilas   | 74 : 83  | Academia    | San Antonio         | 7 de abril | 20:00 | Grupo B     |
| Marinos   | 80 : 90  | Cafeteros   | Bernaro Caraballo   | 7 de abril | 20:00 | Grupo B     |

| Once Caldas | 86 : 74 | Patriotas | Jorge Arango        | 10 de abril | 20:00 | Grupo A     |
| Bucaros     | 81 : 78 | Guerreros | Vicente Díaz Romero | 10 de abril | 20:00 | Grupo A     |
| Llaneros    | 93 : 98 | Marinos   | Álvaro Meza Amaya   | 10 de abril | 20:00 | Intergrupos |
| Piratas     | 97 : 94 | Academia  | El Salitre          | 10 de abril | 20:00 | Grupo B     |
| Águilas     | 91 : 98 | Cafeteros | San Antonio         | 10 de abril | 20:00 | Grupo B     |

| Once Caldas | 76 : 66  | Patriotas | Jorge Arango        | 11 de abril | 20:00 | Grupo A     |
| Bucaros     | 83 : 92  | Guerreros | Vicente Díaz Romero | 11 de abril | 20:00 | Grupo A     |
| Llaneros    | 89 : 103 | Marinos   | Álvaro Meza Amaya   | 11 de abril | 20:00 | Intergrupos |
| Piratas     | 58 : 71  | Academia  | El Salitre          | 11 de abril | 20:00 | Grupo B     |
| Águilas     | 93 : 73  | Cafeteros | San Antonio         | 11 de abril | 20:00 | Grupo B     |

| Once Caldas | 83 : 81  | Bucaros   | Jorge Arango           | 17 de abril | 20:00 | Grupo A     |
| Patriotas   | 97 : 81  | Llaneros  | Departamental de Tunja | 17 de abril | 20:00 | Grupo A     |
| Academia    | 85 : 101 | Guerreros | Ivan de Bedout         | 17 de abril | 20:00 | Intergrupos |
| Marinos     | 92: 84   | Águilas   | Bernardo Caraballo     | 17 de abril | 20:00 | Grupo B     |
| Cafeteros   | 103 : 95 | Piratas   | Coliseo del Café       | 17 de abril | 20:00 | Grupo B     |

| Once Caldas | 85 : 82 | Bucaros   | Jorge Arango           | 18 de abril | 20:00 | Grupo A     |
| Patriotas   | 86 : 54 | Llaneros  | Departamental de Tunja | 18 de abril | 20:00 | Grupo A     |
| Academia    | 85 : 78 | Guerreros | Ivan de Bedout         | 18 de abril | 20:00 | Intergrupos |
| Marinos     | 58 : 84 | Águilas   | Bernardo Caraballo     | 18 de abril | 20:00 | Grupo B     |
| Cafeteros   | 79 : 80 | Piratas   | El Salitre             | 18 de abril | 18:00 | Grupo B     |

| Guerreros | 94 : 82  | Once Caldas | El Salitre          | 24 de abril | 20:00 | Grupo A     |
| Águilas   | 98 : 88  | Patriotas   | San Antonio         | 24 de abril | 20:00 | Intergrupos |
| Marinos   | 66 : 91  | Piratas     | Bernardo Caraballo  | 24 de abril | 20:00 | Grupo B     |
| Cafeteros | 82 : 88  | Academia    | Coliseo del Café    | 24 de abril | 20:00 | Grupo B     |
| Bucaros   | 109 : 77 | Llaneros    | Vicente Díaz Romero | 25 de abril | 11:00 | Grupo A     |

| Guerreros | 83 : 78  | Once Caldas | El Salitre          | 25 de abril | 20:00 | Grupo A     |
| Águilas   | 92 : 95  | Patriotas   | San Antonio         | 25 de abril | 20:00 | Intergrupos |
| Marinos   | 94 : 109 | Piratas     | Bernardo Caraballo  | 25 de abril | 20:00 | Grupo B     |
| Cafeteros | 91 : 87  | Academia    | Coliseo del Café    | 25 de abril | 20:00 | Grupo B     |
| Bucaros   | 93 : 94  | Llaneros    | Vicente Díaz Romero | 26 de abril | 11:00 | Grupo A     |

## Fase final
|  | Semifinales              | Semifinales      |   |  | Final            | Final |  |
|  |                          |                  |   |  |                  |       |  |
|  | 28 de abril al 9 de mayo |                  |   |  |                  |       |  |
|  | Once Caldas              | 2                |   |  |                  |       |  |
|  | Águilas de Tunja         | 3                |   |  |                  |       |  |
|  |                          |                  |   |  |                  |       |  |
|  |                          |                  |   |  | 12 al 29 de mayo |       |  |
|  |                          |                  |   |  | Academia         | 2     |  |
|  |                          | Águilas de Tunja | 4 |  |                  |       |  |
|  |                          |                  |   |  |                  |       |  |
|  |                          |                  |   |  |                  |       |  |
|  |                          |                  |   |  |                  |       |  |
|  | 1 al 6 de mayo           |                  |   |  |                  |       |  |
|  | Academia                 | 3                |   |  |                  |       |  |
|  | Patriotas Boyacá         | 1                |   |  |                  |       |  |

## Semifinales
Las semifinales se disputan del 28 de abril al 9 de mayo.

### (2)Manizales Once Caldas vs. (3)Águilas de Tunja
| 28 de abril        | Águilas de Tunja                                                                           | 97–87                                 | Once Caldas                                                        |                                                                     |  |  |
| 8:00 p. m.         | Parciales: 24-15, 26-17, 25-17, 22-38                                                      | Parciales: 24-15, 26-17, 25-17, 22-38 | Parciales: 24-15, 26-17, 25-17, 22-38                              |                                                                     |  |  |
|                    | Estadísticas Eddy Barlow 25 Michael Sneed II 10 Machael Andrés Hinestroza 10 Eddy Barlow 8 | Reporte Pts Reb Asts                  | Estadísticas Shamar Coombs 25 Jared Corpus James 9 Shamar Coombs 5 | Pabellón: Coliseo de San Antonio, Tunja, Boyacá Televisión: DirecTV |  |  |
| Águilas lidera 1-0 |                                                                                            |                                       |                                                                    |                                                                     |  |  |
|                    |                                                                                            |                                       |                                                                    |                                                                     |  |  |

| 29 de abril        | Águilas de Tunja                                                   | 92–81                                 | Once Caldas                                                   |                                                                     |  |  |
| 8:00 p. m.         | Parciales: 28-18, 21-23, 14-20, 29-20                              | Parciales: 28-18, 21-23, 14-20, 29-20 | Parciales: 28-18, 21-23, 14-20, 29-20                         |                                                                     |  |  |
|                    | Estadísticas Henry Uhegwu 32 Michael Sneed II 11 Jereal Scott II 5 | Reporte Pts Reb Asts                  | Estadísticas Shamar Coombs 24 Shamar Coombs 8 Shamar Coombs 7 | Pabellón: Coliseo de San Antonio, Tunja, Boyacá Televisión: DirecTV |  |  |
| Águilas lidera 2-0 |                                                                    |                                       |                                                               |                                                                     |  |  |
|                    |                                                                    |                                       |                                                               |                                                                     |  |  |

| 7 de mayo          | Once Caldas                                                  | 77–68                                 | Águilas de Tunja                                                   |                                                                       |  |  |
| 8:00 p. m.         | Parciales: 22-18, 12-15, 21-12, 22-23                        | Parciales: 22-18, 12-15, 21-12, 22-23 | Parciales: 22-18, 12-15, 21-12, 22-23                              |                                                                       |  |  |
|                    | Estadísticas John Dickson 21 Shamar Coombs 9 Shamar Coombs 4 | Reporte Pts Reb Asts                  | Estadísticas Michael Sneed II 23 Michael Sneed II 15 Eddy Barlow 6 | Pabellón: Coliseo Jorge Arango, Manizales, Caldas Televisión: DirecTV |  |  |
| Águilas lidera 2-1 |                                                              |                                       |                                                                    |                                                                       |  |  |
|                    |                                                              |                                       |                                                                    |                                                                       |  |  |

| 8 de mayo          | Once Caldas                                                       | 80–78                                 | Águilas de Tunja                                                          |                                                                       |  |  |
| 8:00 p. m.         | Parciales: 21-24, 24-16, 18-11, 15-27                             | Parciales: 21-24, 24-16, 18-11, 15-27 | Parciales: 21-24, 24-16, 18-11, 15-27                                     |                                                                       |  |  |
|                    | Estadísticas Raven Barber 19 Raven Barber 12 Jared Corpus James 6 | Reporte Pts Reb Asts                  | Estadísticas Jereal Scott II 23 Jereal Scott II 14 Gerson Peña Gonzales 4 | Pabellón: Coliseo Jorge Arango, Manizales, Caldas Televisión: DirecTV |  |  |
| Serie empatada 2-2 |                                                                   |                                       |                                                                           |                                                                       |  |  |
|                    |                                                                   |                                       |                                                                           |                                                                       |  |  |

| 9 de mayo              | Once Caldas                                                  | 83–85                                 | Águilas de Tunja                                                                            |                                                                       |  |  |
| 8:00 p. m.             | Parciales: 22-26, 14-23, 27-17, 20-19                        | Parciales: 22-26, 14-23, 27-17, 20-19 | Parciales: 22-26, 14-23, 27-17, 20-19                                                       |                                                                       |  |  |
|                        | Estadísticas Shamar Coombs 26 Smith Carlos 7 Shamar Coombs 8 | Reporte Pts Reb Asts                  | Estadísticas Gerson Peña González 19 Eleuterio Renteria 6 Henry Uhegwu 2 Michael Sneed II 2 | Pabellón: Coliseo Jorge Arango, Manizales, Caldas Televisión: DirecTV |  |  |
| Águilas gana serie 3-2 |                                                              |                                       |                                                                                             |                                                                       |  |  |
|                        |                                                              |                                       |                                                                                             |                                                                       |  |  |

### (3)Academia de la Montaña vs. (1)Patriotas de Boyacá
| 1 de mayo 8:00 p. m. | Patriotas de Boyacá                                            | 67–87                                 | Academia de la Montaña                                            |                                                                         |  |  |
| 20:00 p. m.          | Parciales: 15-22, 19-20, 17-23, 16-22                          | Parciales: 15-22, 19-20, 17-23, 16-22 | Parciales: 15-22, 19-20, 17-23, 16-22                             |                                                                         |  |  |
|                      | Estadísticas Corbin Thomas 17 Corbin Thomas 9 Horace Wormely 5 | Reporte Pts Reb Asts                  | Estadísticas Manuel Guzmán 25 Divier Pérez Solano 9 José Acosta 5 | Pabellón: Coliseo Municipal de Tunja, Tunja, Boyacá Televisión: DirecTV |  |  |
| Academia lidera 1-0  |                                                                |                                       |                                                                   |                                                                         |  |  |
|                      |                                                                |                                       |                                                                   |                                                                         |  |  |

| 2 de mayo 8:00 p. m. | Patriotas de Boyacá                                                      | 74–84                               | Academia de la Montaña                                               |                                                                         |  |  |
| 8:00 p. m.           | Parciales: 6-8, 21-30, 20-24, 27-22                                      | Parciales: 6-8, 21-30, 20-24, 27-22 | Parciales: 6-8, 21-30, 20-24, 27-22                                  |                                                                         |  |  |
|                      | Estadísticas Horace Wormely 19 Michael Jackson Wright 9 Horace Wormely 5 | Reporte Pts Reb Asts                | Estadísticas Jamal Johnson 21 Divier Pérez Solano 10 Manuel Guzman 4 | Pabellón: Coliseo Municipal de Tunja, Tunja, Boyacá Televisión: DirecTV |  |  |
| Academia lidera 2-0  |                                                                          |                                     |                                                                      |                                                                         |  |  |
|                      |                                                                          |                                     |                                                                      |                                                                         |  |  |

| 5 de mayo 8:00 p. m. | Academia de la Montaña                                                             | 83–93                                 | Patriotas de Boyacá                                          |                                                                          |  |  |
| 8:00 p. m.           | Parciales: 27-25, 22-23, 20-23, 14-22                                              | Parciales: 27-25, 22-23, 20-23, 14-22 | Parciales: 27-25, 22-23, 20-23, 14-22                        |                                                                          |  |  |
|                      | Estadísticas Manuel Guzman 27 Manuel Guzman 11 César Chávez Jacobo 4 Jose Acosta 4 | Reporte Pts Reb Asts                  | Estadísticas Prince Obasi 25 Corbin Thomas 10 Prince Obasi 4 | Pabellón: Coliseo Ivan Debedout, Medellín, Antioquia Televisión: DirecTV |  |  |
| Academia lidera 2-1  |                                                                                    |                                       |                                                              |                                                                          |  |  |
|                      |                                                                                    |                                       |                                                              |                                                                          |  |  |

| 6 de mayo 8:00 p. m. | Academia de la Montaña                                                | 91–74                                 | Patriotas de Boyacá                                                     |                                                                          |  |  |
| 8:00 p. m.           | Parciales: 24-17, 18-16, 27-24, 22-17                                 | Parciales: 24-17, 18-16, 27-24, 22-17 | Parciales: 24-17, 18-16, 27-24, 22-17                                   |                                                                          |  |  |
|                      | Estadísticas Cesar Chaves Jacobo 21 Jhamal Johnson 11 Manuel Guzman 6 | Reporte Pts Reb Asts                  | Estadísticas Corbin Thomas 21 Michael Jackson Wright 6 Horace Wormely 4 | Pabellón: Coliseo Ivan Debedout, Medellín, Antioquia Televisión: DirecTV |  |  |
| Academia gana 3-1    |                                                                       |                                       |                                                                         |                                                                          |  |  |
|                      |                                                                       |                                       |                                                                         |                                                                          |  |  |

## Final
La final se disputa del 12 al 29 de mayo en siete juegos finalizando campeón en ganador de cuatro juegos. Águilas de Tunja se coronó campeón en el sexto juego por 4-2.
| 12 de mayo         | Academia de la Montaña                                                             | 77–82                                 | Águilas de Tunja                                                  |                                                                          |  |  |
| 8:00 p. m.         | Parciales: 19-17, 18-17, 18-23, 22-25                                              | Parciales: 19-17, 18-17, 18-23, 22-25 | Parciales: 19-17, 18-17, 18-23, 22-25                             |                                                                          |  |  |
|                    | Estadísticas Manuel Guzman 23 Manuel Guzman 11 José Acosta 4 César Chávez Jacobo 4 | Reporte Pts Reb Asts                  | Estadísticas Michael Sneed II 19 Jereal Scott II 11 Eddy Barlow 5 | Pabellón: Coliseo Ivan Debedout, Medellín, Antioquia Televisión: DirecTV |  |  |
| Águilas lidera 1-0 |                                                                                    |                                       |                                                                   |                                                                          |  |  |
|                    |                                                                                    |                                       |                                                                   |                                                                          |  |  |

| 13 de mayo         | Academia de la Montaña                                                      | 89–87                                 | Águilas de Tunja                                             |                                                                          |  |  |
| 8:00 p. m.         | Parciales: 29-29, 23-13, 16-22, 21-23                                       | Parciales: 29-29, 23-13, 16-22, 21-23 | Parciales: 29-29, 23-13, 16-22, 21-23                        |                                                                          |  |  |
|                    | Estadísticas Manuel Guzman 37 Divier Pérez Solina 8 Juan Fajardo Quintana 3 | Reporte Pts Reb Asts                  | Estadísticas Eddy Barlow 28 Michael Sneed II 7 Eddy Barlow 4 | Pabellón: Coliseo Ivan Debedout, Medellín, Antioquia Televisión: DirecTV |  |  |
| Serie empatada 1-1 |                                                                             |                                       |                                                              |                                                                          |  |  |
|                    |                                                                             |                                       |                                                              |                                                                          |  |  |

| 18 de mayo         | Águilas de Tunja                                               | 88–87                                 | Academia de la Montaña                                     |                                                                  |  |  |
| 5:30 p. m.         | Parciales: 25-21, 14-23, 24-17, 26-26                          | Parciales: 25-21, 14-23, 24-17, 26-26 | Parciales: 25-21, 14-23, 24-17, 26-26                      |                                                                  |  |  |
|                    | Estadísticas Henry Uhegwu 29 Michael Sneed II 9 Henry Uhegwu 7 | Reporte Pts Reb Asts                  | Estadísticas Jamal Johnson 9 Jose Acosta 10 Cliff Tucker 8 | Pabellón: Coliseo San Antonio, Tunja, Boyacá Televisión: DirecTV |  |  |
| Águilas lidera 2-1 |                                                                |                                       |                                                            |                                                                  |  |  |
|                    |                                                                |                                       |                                                            |                                                                  |  |  |

| 19 de mayo         | Águilas de Tunja                                                   | 58–80                                 | Academia de la Montaña                                                             |                                               |  |  |
| 8:00 p. m.         | Parciales: 14-26, 19-14, 15-24, 10-16                              | Parciales: 14-26, 19-14, 15-24, 10-16 | Parciales: 14-26, 19-14, 15-24, 10-16                                              |                                               |  |  |
|                    | Estadísticas Jereral Scott II 14 Michael Sneed II 8 Henry Uhegwu 6 | Reporte Pts Reb Asts                  | Estadísticas Cliff Tucker 25 Jamal Johnson 12 Divier Pérez Solano 12 Jose Acosta 7 | Pabellón: , Tunja, Boyacá Televisión: DirecTV |  |  |
| Serie empatada 2-2 |                                                                    |                                       |                                                                                    |                                               |  |  |
|                    |                                                                    |                                       |                                                                                    |                                               |  |  |

| 22 de mayo         | Águilas de Tunja                                                       | 79–74                                 | Academia de la Montaña                                             |                                               |  |  |
| 8:00 p. m.         | Parciales: 20-20, 17-19, 24-17, 18-18                                  | Parciales: 20-20, 17-19, 24-17, 18-18 | Parciales: 20-20, 17-19, 24-17, 18-18                              |                                               |  |  |
|                    | Estadísticas Jereal Scott II 24 Michael Sneed II 11 Michael Sneed II 6 | Reporte Pts Reb Asts                  | Estadísticas Cliff Tucker 26 Divier Pérez Solano 11 Cliff Tucker 6 | Pabellón: , Tunja, Boyacá Televisión: DirecTV |  |  |
| Águilas lidera 3-2 |                                                                        |                                       |                                                                    |                                               |  |  |
|                    |                                                                        |                                       |                                                                    |                                               |  |  |

| 29 de mayo       | Academia de la Montaña                                      | 74–76                                | Águilas de Tunja                                               |                                                                          |  |  |
| 7:45 p. m.       | Parciales: 12-11, 27-20, 8-23, 27-22                        | Parciales: 12-11, 27-20, 8-23, 27-22 | Parciales: 12-11, 27-20, 8-23, 27-22                           |                                                                          |  |  |
|                  | Estadísticas Cliff Tucker 22 Manuel Guzman 12 Jose Acosta 4 | Reporte Pts Reb Asts                 | Estadísticas Jereal Scott II Michael Sneed II 13 Eddy Barlow 8 | Pabellón: Coliseo Ivan Debedout, Medellín, Antioquia Televisión: DirecTV |  |  |
| Águilas gana 4-2 |                                                             |                                      |                                                                |                                                                          |  |  |
|                  |                                                             |                                      |                                                                |                                                                          |  |  |

|                                      |
|                                      |
| Campeón Águilas de Tunja 1.er título |

## Líderes de las estadísticas
Actualizada al 12 de mayo.
| Categoría                  | Jugador                   | Equipo | Prom./Pts. |
| -------------------------- | ------------------------- | ------ | ---------- |
| Puntos por partido         | Dagoberto Peña            | CAF    | 24,6       |
| Rebotes por partido        | Jhon Hernández Villamil   | BUC    | 13,8       |
| Asistencias por partido    | Eddy Barlow               | AGU    | 7,9        |
| Puntos anotados            | Arnold Louis              | PIR    | 471        |
| Asistencias                | Eddy Barlow               | AGU    | 135        |
| Tapones                    | Michael Andres Hinestroza | AGU    | 38         |
| Balones Perdidos           | Shamar Coombs             | ONC    | 71         |
| Porcentaje de tiros libres | Cory Bradford             | CAF    | 87,7%      |